# Kejawèn
Kejawèn o giavanesimo, chiamato anche Kebatinan, Agama Jawa e Kepercayaan, è una tradizione religiosa giavanese, consistente in un amalgama di aspetti animistici, buddisti e indù. Ha le sue radici nella storia e nella religiosità giavanesi, che sincretizzano elementi di religioni differenti.

## Definizioni

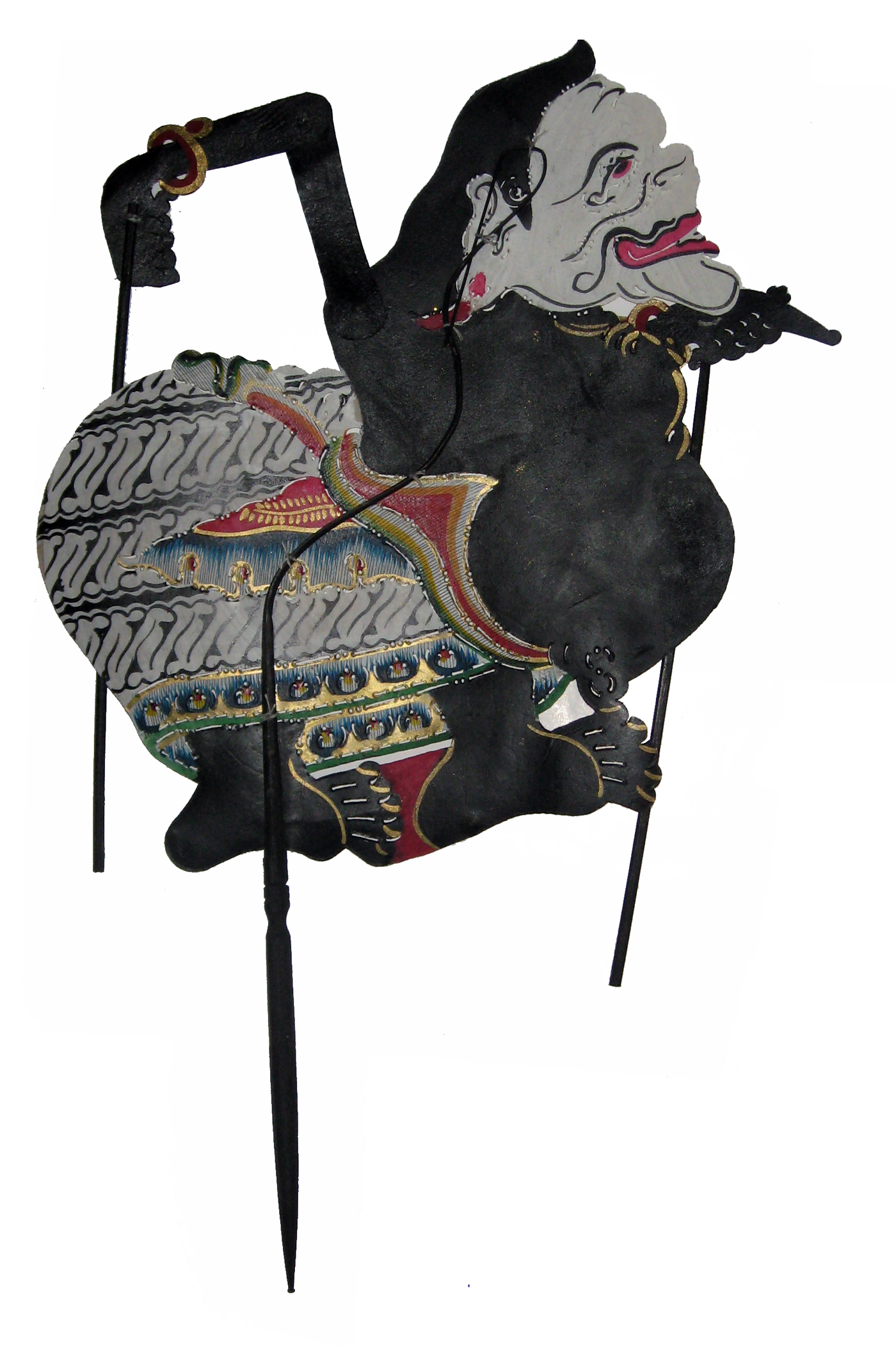
Una bambola Wayang che rappresenta Semar

Il termine kebatinan viene usato in modo intercambiabile con kejawèn, Agama Jawa e Kepercayaan, sebbene questi non significhino esattamente la stessa cosa:
- Kebatinan: "la scienza dell'interiorità",[1][4] derivato dal termine arabico batin, che significa "interno" o "nascosto".[5]
- Kejawèn: "giavanesmo",[1][6] la cultura e le credenze religiose e le pratiche dei Giavanesi della Giava Centrale e di quella Orientale.[7][6] "Non si tratta di una categoria religiosa, ma si riferisce a un'etica e a uno stile di vita che è ispirato dal pensiero giavanese."[8]
- Agama Jawa: "la religione giavanese "[2]
- Kepercayaan: "credo",[3] "fede",[4] termine completo: Kepercayaan kepada Tuhan Yang Maha Esa,[9] "Credente in Un Iddio Potente".[10] "Kepercayaan" è un termine ufficiale comprendente diverse forme di misticismo in Indonesia. Secondo Caldarola, "non è una caratterizzazione idonea di ciò che i gruppi mistici hanno in comune".[4] Essa comprende kebatinan, kejiwan e kerohanian.[4]

Kebatinan è la cura interna della pace interiore, che trova le proprie radici nelle tradizioni pre-islamiche, laddove kejawèn è esterna e orientata verso la comunità, che si manifesta con pratiche e rituali.

## Storia
Giava è stata un crogiolo di religioni e culture, che ha creato un'ampia gamma di fedi religiose, comprendenti animismo, culto degli spiriti e cosmologia.

### Induismo e Buddismo

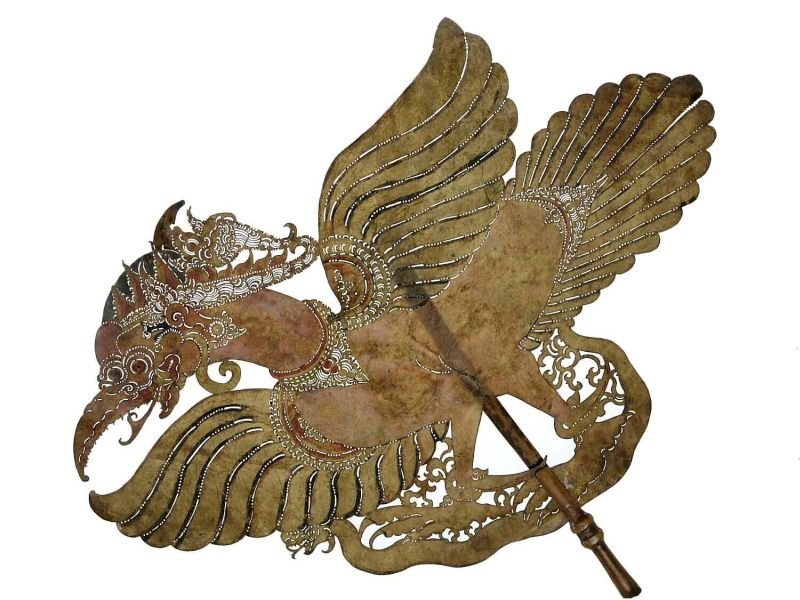
Una bambola Wayang rappresentante Garuda

Influenze indiane vennero per prime nella forma di Induismo, che raggiunsero l'Arcipelago Indonesiano nel primo secolo. Nel quarto secolo, i regni di Kutai nel Kalimantan Orientale, Tarumanagara nella Giava Occidentale e Holing (Kalingga) nella Giava Centrale, erano tra i primi stati Indù costituitisi nella regione. Parecchi notevoli antichi regni Indonesiani Indù sono Mataram, famoso per la costruzione del maestoso tempio Prambanan, seguito dal Kediri e dal Singhasari. Da allora l'induismo, insieme al buddismo, si diffuse attraverso l'arcipelago e raggiunse il culmine della sua influenza nel quattordicesimo secolo. L'ultimo e il maggiore degli imperi indù-buddisti giavanesi, quello del Majapahit, influenzò l'intero arcipelago indonesiano.
Induismo e Buddismo penetrarono profondamente in tutti gli aspetti della società, mescolandosi con le tradizioni e la cultura indigene.Un passaggio per questo fu l'ascetico, chiamato "Resi" (Sanscrito rishi), che insegnò una varietà di pratiche mistiche. Un "resi" viveva circondato da studenti, che si prendevano cura delle necessità quotidiane del maestro. Le autorità dei Resi erano meramente cerimoniali. Presso le corti preti bramini e pudjangga (letterati sacri) legittimavano i governanti e collegavano la cosmologia indù alle loro esigenze politiche. Attualmente, piccole enclave Indù sono sparpagliate sull'isola di Giava, ma vi è un'ampia parte di popolazione Indu lungo la costa orientale vicina a Bali, specialmente intorno alla città di Banyuwangi.

### Islam
Giava adottò l'Islam verso il 1500 d.C. Esso fu inizialmente accettato dalle élite e dagli strati sociali più elevati, che contribuirono all'ulteriore accettazione ed adozione. Il sufismo e altre versioni dell'Islam popolare furono più facilmente integrate nell'esistente religione popolare di Giava. La versione dotta dell'Islam Sufi e di quello orientato verso la Shari`a s'integrarono, fondendosi con i riti e i miti della esistente cultura indo-buddista. Clifford Geertz descrisse ciò come abangan (educandato) e priyayi; "la classe più bassa e le varietà di élite del sincretismo giavanese".
I Kyai, gli studiosi musulmani del writ divennero la nuova élite religiosa man mano che le influenze Indù diminuivano. L'Islam non riconosce gerarchie di capi religiosi né un formale clero, ma il governo coloniale olandese impose un elaborato ordine di rango per moschee e altre scuole islamiche di predicazione. In giavanese pesantren (scuole islamiche), i Kyai perpetuarono la tradizione del resi. Studenti intorno al Kyai provvedevano alle sue esigenze, come anche agricoltori intorno alla scuola.

### Cristianesimo
Il cristianesimo fu introdotto a Giava dai mercanti portoghesi e da missionari della Chiesa Riformata dei Paesi Bassi e nel 20º secolo anche dai Cattolici Romani, come i gesuiti e dai missionari verbiti. Oggi vi sono comunità cristiane, per la maggior parte riformate, nelle città maggiori, benché alcune zone rurali della Giava centro meridionale siano fortemente cattolico-romane.

### Teosofia
Kejawèn è anche influenzata dalla teosofia. La teosofia era una religione molto popolare presso i residenti olandesi nelle Indie Olandesi dell'est all'inizio del 20º secolo. Anche molti indonesiani influenti entrarono nella Società Teosofica. Quest'ultima "ebbe un ruolo nella crescita" di Kejawèn all'inizio e nella metà del ventesimo secolo e numerosi gruppi kebatiniani furono fondati dai teosofi. Il gruppo kebatiniano Budi Setia, fondato nel 1949, considerava la "propria formale trasformazione in una loggia teosofica".

## Islam e kebatiniani
Sebbene a Giava predomini l'islamismo, kejawen, la cultura sincretica giavanese, gioca ancora un ruolo culturale sotterraneo presso molti giavanesi.
Alcuni testi giavanesi raccontano di Syekh Siti Jenar (noto anche come Syekh Lemah Abang), che era entrato in conflitto con i Wali Sanga, i nove studiosi islamici a Giava, e il Sultanato di Demak.
Con l'islamizzazione di Giava emerse una società con strutture labili di leadership religiosa, ruotanti intorno agli Kyai, esperti in possesso di vari gradi di competenza nel folclore preislamico e islamico, nella fede e nella sua applicazione pratica. I Kyais sono i principali intermediari tra le masse dei villaggi e il regno del soprannaturale. 
Comunque, questa labilità della struttura della leadership degli Kyai ha favorito lo scisma. Vi erano spesso forti divisioni tra Kyai ortodossi, che si limitavano a insegnare la legge islamica, quelli che insegnavano il misticismo e quelli che cercavano un Islam riformato con concetti scientifici moderni. 
Come risultato, il giavanese riconosce due ampie correnti d'impegno religioso: I priyayi sono i discendenti dei membri della corte e delle classi più alte, erano guru che insegnavano l'arte indu-buddista della cultura interiore, che sopravviveva nelle aree interne di Giava. Geertz osservò che i priyayi giocano un ruolo centrale nell'insegnamento dai kejawen e kebatinan allo abangan.
1. Santri o putihan ("i puri"), che la maggioranza dei giavanesi tende a seguire; sono coloro che pregano seguendo le cinque preghiere rituali giornaliere obbligatorie.[25] Essi sono più ortodossi nella loro fede e pratica islamiche,[13] e si oppongono agli abangan, che considerano eterodossi.[29]
2. Abangan, "i rossi", che non seguono rigorosamente i rituali islamici.[25] Essi hanno mescolato i concetti pre-islamici animistici con quelli indù-buddisti con una superficiale accettazione del credo islamico,[13] ed enfatizzano l'importanza della purezza dell'interiorità personale, il batin.[25]

Questa distinzione tra "l'Islam Elevato o scritturalista, orientato alla shari'a dell'ulama" e l' "Islam locale" o "Islam popolare" non è limitata a Giava, ma la si può trovare anche in altri paesi islamici.
Ernest Gellner ha sviluppato un influente modello di società musulmana, nella quale questa dicotomia è centrale:
(van Bruinessen, 2000)
Bruinessen trova tutto ciò troppo limitato e distingue tre sfere sovrapposte:
1. Islam orientato alla Shari`a,
2. Sufismo (Islam mistico, che ha le sue varianti dotte o popolari),
3. I rituali periferici o locali, tombe locali, culti spirituali locali e fedi e pratiche in generale eterodosse.[30]

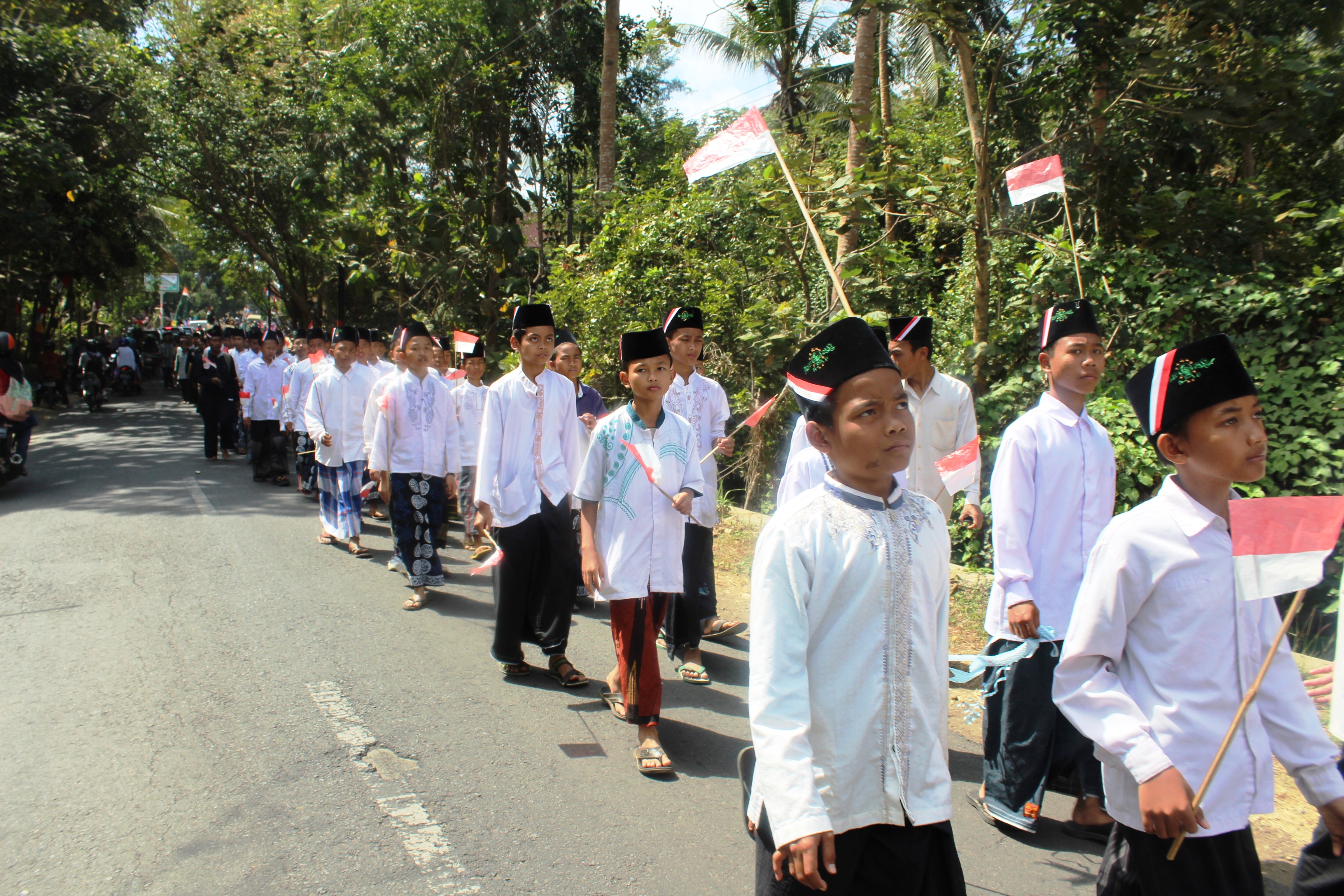
Marcia di "Santri" in Indonesia

La religiosità sincretistica giavanese ha una solida base popolare, superando di gran lunga i "santri" e il sostegno per i partiti politici islamici.
 Choy collega questo all'apparente apertura giavanese a nuove religioni, ma filtrando per l'accettazione solo quegli elementi che sono adatti alla cultura giavanese. Choy cita parecchi motivi per questa nominale identità islamica:
1. Gli allievi islamici in Java sono stati addestrati in curricula che erano adatti alle condizioni sociali di due o tre secoli fa, privi della capacità di impartire lo spirito e il senso dell'Islam;[33]
2. L'incapacità di riassumere i principi dell'Islam in punti base comprensibili che possano essere applicati alla vita quotidiana;[35]
3. Kebatinan può essere insegnato e compreso senza la necessità d'insegnare la lingua araba.[36]

All'inizio del 20º secolo, parecchi gruppi incominciarono a divenire formalizzati, sviluppando insegnamenti sistematici e rituali, quindi offrendo un'alta forma di religiosità abangan, come alternativa all'Islam erudito. Bruinessen opina che i movimenti kebatiniani siano un deliberato rigetto dell'Islam scritturale, che nasce dall'Islam popolare.

## Caratteristiche

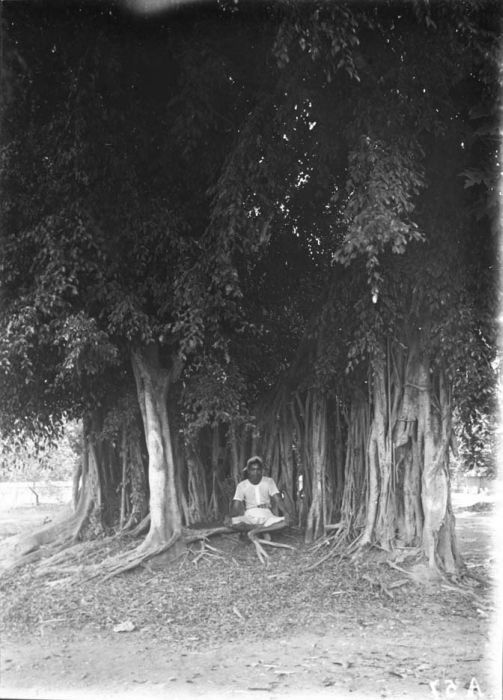
Un giavanese che sta meditando sotto un albero Banyan. Indie orientali olandesi, prima del 1940.

### Scopo
Kebatinan deriva dalla parola araba batin, che significa "interno" o "nascosto", È una ricerca metafisica di armonia con la propria interiorità, un collegamento con l'universo e con un Dio Onnipotente.Il Kebatinan crede in una "super-consapevolezza" che può essere raggiunta attraverso la meditazione.

### Credo
Kebatinano è una combinazione di metafisica, misticismo e altre dottrine esoteriche di origini animistiche, induiste, buddiste e islamiche. Sebbene la cultura giavanese sia tollerante e aperta a nuove religioni, sono filtrate e accettate solo quelle qualità che sono adatte alla cultura, al carattere e alla personalità giavanesi. Gli ideali giavanesi combinano la saggezza umana (wicaksana), la psiche (waskita) e la perfezione (sempurna). I seguaci devono controllare le loro passioni, evitando le ricchezze e i comfort terreni, in modo che essi possano un giorno raggiungere l'armonia illuminata e l'unione con lo spirito dell'universo.
Secondo Choy, i Kebatinani non hanno libri sacri profetici, né festività e rituali religiosi distinti. Ciò non di meno, vari movimenti kebatinani hanno le proprie scritture fondanti e i fondatori.
Un praticante kebatinano può essere identificato in una delle sei religioni riconosciute ufficialmente, mentre sottoscrive ancora la fede kebatinana e il relativo modo di vivere.

### Appartenenza
Sebbene quella kebatinana sia la tradizione giavanese predominante, essa ha anche attratto praticanti da altri gruppi etnici e religiosi, quali i Cinesi e i Buddisti, e stranieri dall'Australia e dall'Europa. Il Presidente Suharto si annoverava tra i suoi aderenti. La loro totale appartenenza è difficile da stimare, come quanti dei suoi aderenti si identifichino in una delle religioni ufficiali.

### Riconoscimento ufficiale
Sebbene Pancasila, il fondamento filosofico nazionale dell'Indonesia, riconosca solo la "fede in uno e unico Dio"—che è spesso giustificato come il solo riconoscimento di monoteismo nel paese—religioni non riconosciute dal governo sono parimenti tollerate. Esiste un'ampia pluralità di religioni e sette. A metà del 1956, il Ministero degli Affari Religiosi dell'Indonesia a Yogyakarta riferì di 63 sette religiose a Giava, oltre a quelle ufficiali. Di queste, 22 si trovavano nella Giava Occidentale, 35 nella Giava Centrale e 6 nella Giava Orientale.
Queste comprendono anche i gruppi kebatinani, come i Sumarah. Queste correnti di pensiero e pratica, labilmente organizzate, furono legittimate nella Costituzione del 1945, ma non ottennero il riconoscimento ufficiale come religioni. Nel 1973 furono riconosciute come Kepercayaan kepada Tuhan Yang Maha Esa (Indonesiano: Fede in Un Potente Iddio, ma tolte alla giurisdizione del Ministero della Religione e poste sotto quella Ministero della Formazione e della Cultura.

## Pratiche
Una varietà di pratiche viene usata dai kebatinani per acquisire lo ilmu, conoscenza, potere, cioè tiraka, "esercizi ascetici", "tecniche spirituali" e tapa o tapabrata "austerity".
Molti seguaci kebatinani cercano nella loro personale strada di trovare sollievo spirituale ed emozionale. Queste pratiche non si svolgono in chiese o moschee, ma a casa o in cantina. La meditazione nella cultura giavanese è una ricerca della propria saggezza e il tentativo di guadagnare forza psicologica. Questa tradizione viene tramandata da generazione in generazione. 

### Meditazione
Vi sono varie tapa:
- tapa Ngalong (meditazione appesi a un albero)
- tapa Kungkum (meditazione sotto una piccola cascata d'acqua o alla confluenza di due o tre fiumi / Tempuran / Tjampuhan)

### Digiuno
Il digiuno è una pratica corrente cui ricorrono gli spiritualisti giavanesi per ottenere la disciplina della mente e del corpo e sbarazzarsi dei desideri materiali ed emotivi:
- pasa Mutih (astensione dal cibarsi di qualunque alimento salato o dolcificato e mangiare solo riso e bere solo acqua pura)
- pasa Senen-Kemis (digiunare il lunedì e il giovedì)
- pasa Ngebleng (digiunare per un periodo più lungo, generalmente 3-5-7 giorni)

### Culto animistico
Il Kebatinan spesso implica il culto animistico, poiché esso incoraggia i sacrifici e la devozione agli spiriti ancestrali locali. 
Si ritiene che questi spiriti "abitino" oggetti naturali o artefatti, esseri umani e luoghi tombali di importanti wali (santi musulmani). Malattie e altre disgrazie sono fatti risalire a tali spiriti e se i sacrifici o i pellegrinaggi non placano queste divinità arrabbiate, si consiglia un dukun, o guaritore.

### Altre pratiche
Altre pratiche:
- tapa Pati-Geni (evitare il fuoco o la luce per un giorno o più giorni e isolarsi in stanze scure),
- tapa Ngadam (stare/camminare a piedi da tramonto a tramonto, 24 ore in silenzio)

## Testi storici
Le pratiche Kebatinane e kejawen sono scritte per esteso in testi che sono conservati nella biblioteca Sonobudoyo a Yogyakarta, e le principali biblioteche Kraton di Surakarta e Yogyakarta. Molti dei testi sono deliberatamente ellittici, cosicché coloro che non operano con iniziati o insegnanti non sono in grado di accertare o comprendere le dottrine e le pratiche esoteriche cosicché chi non conosce gli iniziati o gli insegnanti non è in grado di accertare o comprendere le dottrine e le pratiche esoteriche. In pochi casi vengono utilizzati testi codificati con un sistema segreto per decifrarli. 
Ma secondo Bruinessen, la messa per iscritto degli insegnamenti kebatinani è stata una novità che comparve con l'istituzionalizzazione dei movimenti kebatinani all'inizio del 20º secolo.

## Organizzazioni kebatinane
La comparsa dei movimenti formali kebatinani riflette la modernizzazione dell'Indonesia. I movimenti kebatinani comparvero all'inizio degli anni 1900 in circoli urbani tradizionali di élite, insieme al sorgere del nazionalismo e del Muhammadiyah, un movimento modernista islamico. Hardopusoro, uno dei primi movimenti kebatinana, aveva forti legami con la Società Teosofica. Qualcuno rimase molto elitista, mentre altri accettarono seguaci urbani e rurali di livello inferiore, quindi popolarizzando l'abangan o l'Islam sincretista, come alternativa all'Islam orientato alla shari`a.
Dopo che l'Indonesia aveva ottenuto l'indipendenza nel 1945, i kebatinani ricevettero sostegno politico e attrassero molti seguaci. I movimenti kebatinani furono visti dalle élite nazionaliste come alleati contro il sorgere dell'Islam politico. La battaglia politica tra i partiti musulmani e i comunisti e nazionalisti portò a una demarcazione più netta fra l'Islam sincretistico e quello orientato alla shari`a, laddove la maggior parte dei movimenti kebatinani erano affiliati con i partiti comunista o nazionalista.La relazione tra religione c.q. "spiritualità", politica e conflitti (post-)coloniali non riguardò solo l'Indonesia. In India, i movimenti riformatori Hindu coinvolsero sia le riforme religiose, sia quelle social: ad esempio il Brahmo Samaj, Vivekananda, che modernizzò Advaita Vedanta, Aurobindo e il Mahatma Gandhi. Nei paesi buddisti, il modernismo buddista era una risposta contro il potere coloniale e la cultura occidentale. In Sri Lanka, buddismo theravada fu rivitalizzato nel conflitto contro le leggi coloniali. Qui la Società Teosofica giocò un ruolo essenziale. In Cina, Taixu propagò un buddismo umanistico, che è di nuovo appoggiato da Jing Hui, l'ex abate del Monastero Bailin. In Giappone, il buddismo adottò politiche nazionalistiche per sopravvivere nell'era moderna, nella quale egli perse il sostegno dal governo. Lo Zen fu popolarizzato nell'ovest da aderenti a questo buddismo moderno, specialmente da D.T. Suzuki e da Hakuun Yasutani.
Organizzazioni "ombrello", rappresentanti parecchie centinaia di organizzazioni kebatinane, esercitarono lobbismo per ottenere legittimazione e riconoscimento come religioni ufficiali. Esse sono registrate allo HKP (Himpunan Penghayat Kepercayaan), che è controllato dal PAKEM (Pengawas Aliran Kepercayaan Masyarakat). Dopo l'era di Suharto (1967-1998), i movimenti kebatinani persero appoggio politico, e sono diventate meno dinamiche poiché i loro aderenti evitavano l'impegno pubblico.
In tutto parecchie centinaia di gruppi kebatinani sono o sono stati registrati, e i più noti di loro sono:
- Subud[64][65]
- Sumarah[64][65]
- Pangestu[64][65]
- Sapta Dharma[64][65]
- Majapahit Pancasila[65]

### Subud
Il Subud fu fondato negli anni 1920 da Muhammad Subuh Sumohadiwidjojo. Il nome Subud fu usato per la prima volta verso la fine degli anni 1940, quando fu registrato legalmente in Indonesia. La base del Subud è un esercizio spirituale cui si fa comunemente riferimento come il latihan kejiwaan, che Muhammad Subuh definì "la guida dal Potere di Dio" o "la Grande Forza della Vita". Lo scopo del Subud è quello di ottenere la perfezione del carattere secondo la volontà di Dio. Solo quando la passione, il cuore e la mente sono separate dal sentire interiore, è possibile prendere contatto con la "Grande Forza della Vita" che permea tutto.
Muhammad Subuh vide l'attuale età come una che richiede personale evidenza e prova di realtà religiose o spirituali, poiché la gente non crede più alle parole. Egli sostenne che Subud non è un nuovo insegnamento o religione ma soltanto che lo stesso latihan kejiwaan è il genere di prova che l'umanità sta cercando. Egli respinge anche la classificazione di Subud come un'organizzazione kebatinana. Vi sono ora gruppi Subud in circa 83 paesi, con una partecipazione mondiale di circa a 10000 soggetti.
Si dice che il nome Subud sia formato dai termini in sanscrito susila ("il buon carattere dell'uomo"), bodhi ("la forza dell'Io interiore") e dharma ("credere in Dio").

### Sumarah
Il Sumarah fu formato negli anni 1930 da Pak Hardo, Pak Soekino e Pak Sutadi, senza formale organizzazione. In quei primi tempi, ai membri più giovani veniva insegnato il kanoman, pratiche occulte che comprendevano l'invulnerabilità a coltelli e ad armi da fuoco. Questo fu visto come essenziale nella battaglia contro i poteri coloniali olandesi. Intorno al 1950, quando l'Indonesia divenne una nazione indipendente, il Sumarah fu snellito e organizzato dal Dr. Surono. L'enfasi si spostò dal magico all'"arrendersi a Dio". Dal 1957 conflitti interni emersero tra il dr. Surono e i fondatori Pak Hardo e Pak Sadina, che condussero a un cambio della leadership nella persona del dr. Ary Muthy nel 1967.
La teologia del Sumarah sostiene che l'anima del genere umano è come lo Spirito Santo, un lampo dell'Essenza Divina, il che significa che noi, nella nostra essenza, siamo simili a Dio. In altre parole, "Ognuno può trovare Dio in sé stesso", una fede simile a "I=God" teoria che si trova nella letteratura in indo-giavanese.
Secondo la teologia Sumarah, l'uomo e il suo mondo spirituale sono divisi in tre parti:
- Il corpo fisico e la mente: una parte, Sukusma, governa le passioni mentre nella mente, la facoltà di pensare ha due funzioni:
  - Registrare i ricordi
  - Servire come mezzo di comunicazione con Dio
- Il mondo invisibile, che si trova nel petto. Èla Jiwa, l'ineffabile anima, che fornisce le forze trainanti che governano pensiero e ragione. È qui che si trova il più profondo sentire (Rasa).
- Il mondo più elusivo e sublime. Il mondo più elusivo e sublime è nascosto da qualche parte vicino al cuore.

Il concetto di Dio secondo Sumarah è differente da quello dell'Islam. Esso ha una visione panteistica della realtà, considerando Dio presente in ogni essere vivente.

### Pangestu
Pangestu fu fondato nel 1949. La sua dottrina fu rivelata nel 1932 a Sunarto Mertowarjoyo e posta per iscritto nel Setat Sasangka Djati da R.T. Harjoparakowo e da R. Trihardono Sumodiharjo Pangastu. Esso descrive il modo di ottenere lo wahyu, la benedizione di Dio.

### Sapta Dharma
Sapta Dharma fu fondato nel 1952 da Harjo Sapura, dopo che aveva ricevuto la rivelazione. Secondo Sri Pawenang, è stata la volontà di Dio a fornire al popolo indonesiano la nuova spiritualità in un tempo di crisi. Il suo scopo è liberare l'uomo dalle sue passioni.
Secondo gli insegnamenti di Sapta Dharma, suji (la meditazione) è necessaria per penetrare attraverso differenti strati di ostacoli per raggiungere Semar, lo spirito guardiano di Giava. Teoria e pratica assomigliano all'indù Kundalini Yoga, con lo scopo di svegliare l'energia Kundalini e guidarlo attraverso i chakra.

### Majapahit Pancasila
Majapahit Pancasila, acronimo "Sadhar Mapan" fu fondato da W. Hardjanta Pardjapangarsa.Esso si basa sulle pratiche giavanesi Hindu-yoga, c.q. Kundalini yoga, piuttosto che sulla pratica rituale balinese come è prevalente in Parisada Hindu Dharma. Secondo Hardjanta, le sue pratiche meditative conducono anche all'invulnerabilità ai pugnali, daghe e ad altre armi.

## Diffusione dei kebatinani

### Malesia
La fede kebatinana, nelle sue varie forme, si è diffusa in varie parti della Malesia, mentre alcuni individui l'hanno combinata con i concetti islamici (p.es. proclamando sé stessi come profeti della new-age islamica, ma rilasciando messaggi che sono una combinazione di fedi islamica e kebatinana). Questo ha portato le autorità malesi islamiche a dichiarare elementi di kebatinana come "syirik" (shirk) e interpretazioni antislamiche. I kebatinani dell'Islam si sono sparsi in Malesia tra i praticanti del silat, guaritori tradizionali e alcuni predicatori (come Ariffin Mohammed e altri autoproclamantesi profeti islamici).

### Paesi Bassi
Nei Paesi Bassi, l'ex potere coloniale in Indonesia, sono ancora attivi alcuni gruppi kebatinani.

### Singapore
Poiché la maggioranza dei malesi di Singapore sono di discendenza indonesiana, in particolare da Giava, molti dei kebatinani sono ancora praticanti, specialmente nella popolazione più anziana. Comunque, la pratica è ancora diffusa fra gruppi giavanesi Silat e Kuda Kepang e anche tradizionali sciamani. 